# Apostolos Doxiadis

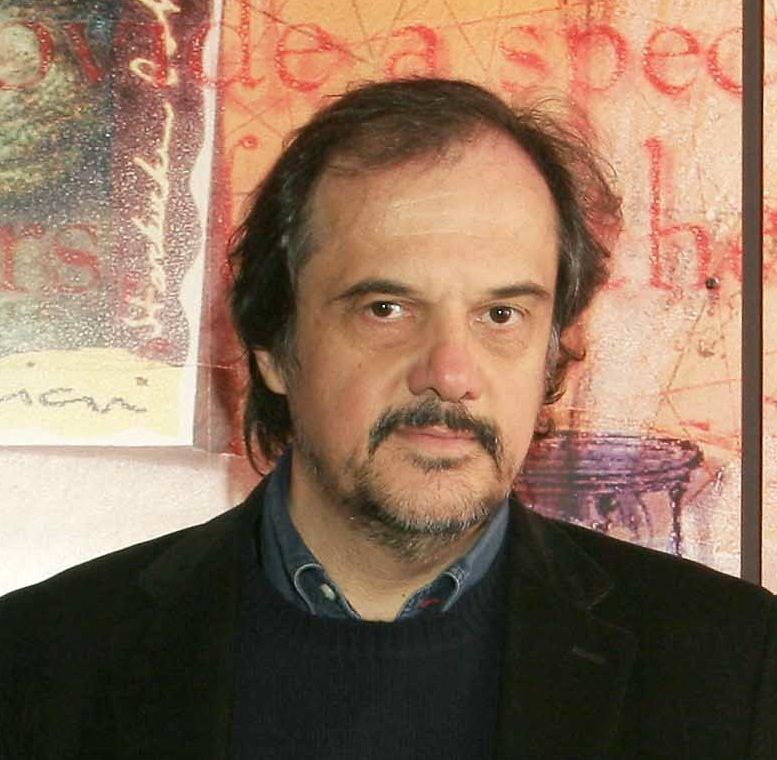
Apostolos Doxiadis

Apostolos Doxiadis (griechisch Απόστολος Δοξιάδης, * 1953 in Brisbane, Australien) ist ein griechischer Schriftsteller.

## Leben und Werk
Doxiadis wuchs in Griechenland auf und studierte ab 1968 an der Columbia University und an der École pratique des hautes études in Paris angewandte Mathematik (unter anderem arbeitete er über mathematische Modelle des Nervensystems). Er kehrte dann nach Griechenland zurück, führte Regie im Theater und trat auch als Schauspieler auf. 1983 machte er seinen ersten griechischen Film (Untergrund Passage).
Für seinen zweiten Film Terirem von 1986 gewann er 1988 den Preis des International Center for Artistic Cinema (CICAE) auf den Berliner Filmfestspielen. Gleichzeitig schrieb er Romane, Parallel-Leben 1985, Macbeth 1988, seinen Bestseller Onkel Petros und die Goldbachsche Vermutung 1992 (den er selbst 2000 ins Englische übersetzte, er wurde in 30 Sprachen übersetzt), und Die drei kleinen Menschen 1997 (alle in Griechisch). Er schrieb eine Autobiographie und für das Musiktheater (Die tragische Geschichte von Jackson Pollock, für Puppen-Schattentheater 1999) und Theater (Die 17. Nacht, 2006, über die letzten Tage von Kurt Gödel, aufgeführt in Athen).
Er übersetzte auch William Shakespeare und Eugene O’Neill ins Griechische. 2008 erschien die Comic-Erzählung Logicomix mit dem kalifornischen Informatiker Christos Papadimitriou über Geschichte der mathematischen Logik. Für sein Buch über Mathematik und die Kunst des Erzählens arbeitete Doxiadis mit dem Mathematiker Barry Mazur zusammen.
Doxiadis ist verheiratet, hat drei Kinder und lebt in Athen.

## Onkel Petros und die Goldbachsche Vermutung
In diesem Roman geht es um ein ehemaliges mathematisches „Wunderkind“ Petros Papachristos, das sein Leben der Lösung einer als sehr schwierig berüchtigten mathematischen Vermutung (der Goldbach-Vermutung) widmet, daran zwar scheitert, aber trotzdem zufrieden mit sich ist.

## Schriften (Auswahl)
- Onkel Petros und die Goldbachsche Vermutung („Uncle Petros and Goldbach's Conjecture“). Lübbe Verlag, Bergisch Gladbach 2000, ISBN 3-7857-0951-X.
- mit Christos Papadimitriou, Alecos Papadatos, Annie di Donna: Logicomix : eine epische Suche nach Wahrheit. Aus dem Engl. von Ebi Naumann. Zürich : Atrium-Verlag, 2012 (Ausschnitt daraus und Marjorie Senechal zu einem Treffen Mathematics and Narrative auf Mykonos, das Doxiadis mit organisierte, in: Mathematical Intelligencer, 2006, Nr. 2)
- mit Barry Mazur: Circles Disturbed: The Interplay of Mathematics and Narrative. Princeton University Press, 2012, ISBN 978-0-691-14904-2.